# Odakselagnija
Odakselagnija je parafilija u kojoj seksualno uzbuđenje izazivaju ugrizi, bilo da je riječ o griženju partnera ili partnerovim ugrizima.